# Argentinische Beachhandball-Nationalmannschaft der Frauen
Die argentinische Beachhandball-Nationalmannschaft der Frauen (Spitzname: Kamikazes) repräsentiert den Handballverband (CAH) Argentiniens als Auswahlmannschaft auf internationaler Ebene bei Länderspielen im Beachhandball gegen Mannschaften anderer nationaler Verbände.
Als Unterbau fungiert die Nationalmannschaft der Juniorinnen. Das männliche Pendant ist die argentinische Beachhandball-Nationalmannschaft der Männer.

## Geschichte
Erstmals wurde eine argentinische Beachhandball-Nationalmannschaft für die Panamerikanischen Meisterschaften 2004 zusammengestellt. Diese setzte sich noch weitestgehend aus kurzfristig umgeschulten Hallenspielerinnen zusammen und gewann dennoch bei der ersten Austragung des Turniers für Frauen – die Männer spielten schon 1998 die erste kontinentale Meisterschaft aus – sogleich die Bronzemedaille. Vor der zweiten Austragung der Meisterschaft 2008 wurde Salvador Comparone zum Cheftrainer berufen. Seitdem ist ein stetiger Aufwärtstrend des argentinischen Beachhandballs zu verzeichnen, der das Land bis in die internationale Spitze führte. Seit 2011 wurde Comparone von Leticia Brunati als Co-Trainerin unterstützt, die zudem die Cheftrainerin der weiblichen Nachwuchs-Nationalmannschaft ist.
Kontinental stand Argentinien zunächst im Schatten der Mannschaften Brasiliens und Uruguays, konnte sich aber immer näher zumindest an die Mannschaft Uruguays heranarbeiten. Erstmals bei den Südamerikanischen Beach Games 2011 und erneut bei den Panamerikanischen Meisterschaften 2016 konnte Argentinien Uruguay hinter sich lassen. Bei den Südamerikanischen Beach Games 2014 verpassten es Argentinierinnen, die Abwesenheit Brasiliens zum ersten Titelgewinn zu nutzen und musste sich im Finale den Gastgeberinnen aus Venezuela geschlagen geben. 2014 konnte man sich das erste Mal für eine Weltmeisterschaft qualifizieren. Es war noch kein gutes Turnier für die „Kamikazes“, als Elfte belegte die Mannschaft nur den vorletzten Platz, konnte aber mit einem Sieg über den späteren Turnier-Vierten Ukraine erstmals eine europäische Mannschaft besiegen. Der endgültige Durchbruch in die Weltspitze gelang bei der ersten Teilnahmen an den World Games, 2017 in Breslau. In Polen erreichte Argentinien das Finale und musste sich nur noch dem Dauerrivalen aus Brasilien geschlagen geben. Die Silbermedaille gilt bis heute als größter Erfolg der Mannschaft.

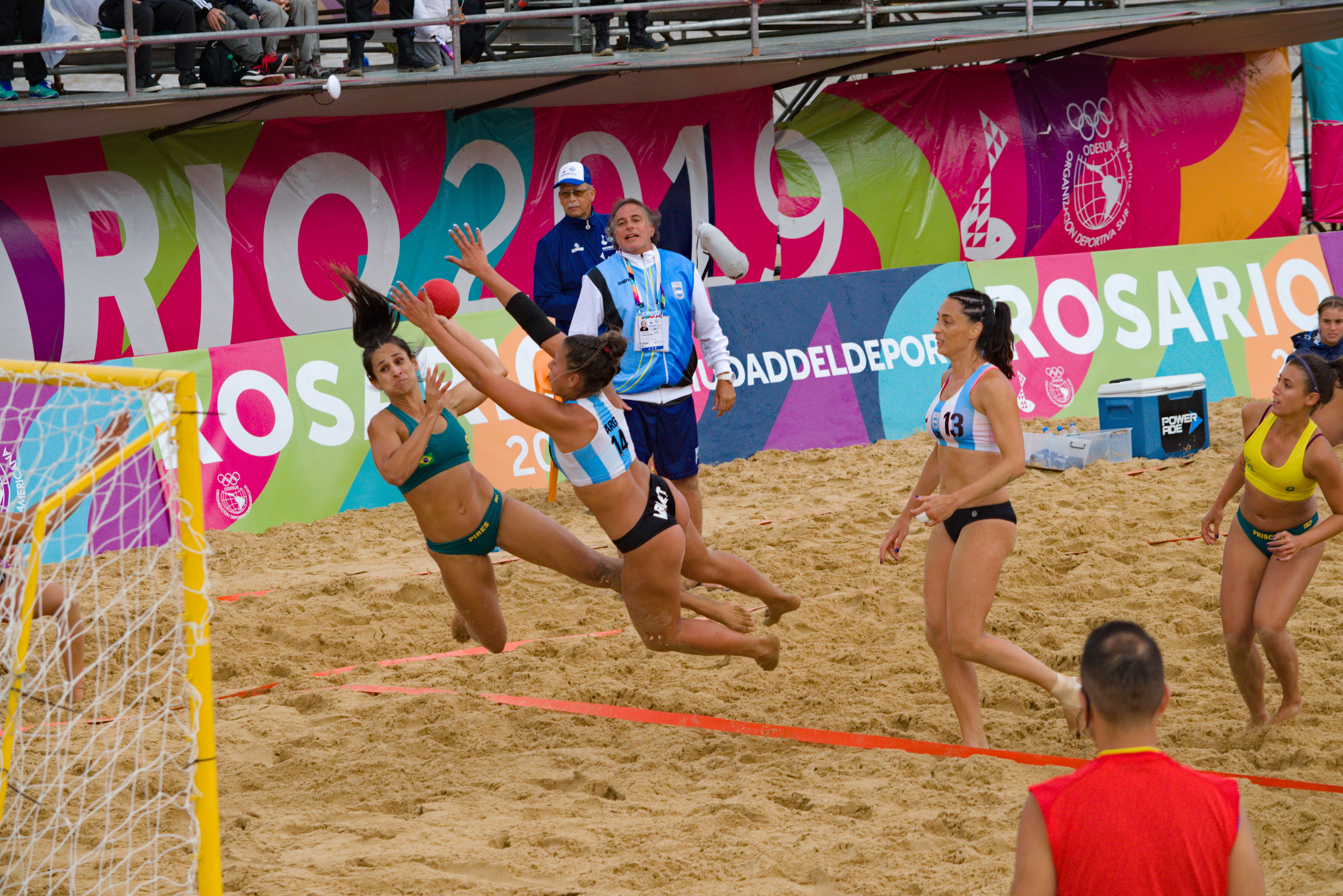
Agustina Mamet (#14) und Celeste Meccia (#13) verteidigen im Finale der Südamerikanischen Beach Games 2019 gegen Brasilien; im Hintergrund der argentinische Trainer Salvador Comparone

Auch ein kleiner Rückschlags bei den letztmals ausgetragenen Pan-Amerikameisterschaften 2018, wo die Mannschaft als Fünfte die weitere Qualifikation für die World Games verpasste, konnte die positive Gesamt-Entwicklung nicht aufhalten. Einen endgültigen Populationsschub erreichte der Beachhandball vor allem der Frauen bei den Olympischen Jugend-Sommerspielen 2018 im heimischen Buenos Aires. Dort gewann die U18-Mannschaft nach einem packenden Wettbewerb unter großem Zuschauer-Zuspruch die Goldmedaille. Nur wenige Monate später gewann die A-Nationalmannschaft ebenfalls auf heimischem Boden in Rosario bei den Südamerikanischen Beach Games 2019 erstmals den Titel bei einer internationalen A-Meisterschaft und konnte im Finale den Angstgegner Brasilien besiegen. Als Zweitplatzierte der erstmals ausgetragenen Süd- und Mittelamerikameisterschaften 2019, die die Panamerikanischen Meisterschaften in Mittel- und Südamerika ersetzten, konnte sich das Team wieder für die folgenden Weltmeisterschaften und World Games qualifizieren, die jedoch aufgrund der COVID-19-Pandemie ausfielen beziehungsweise verschoben wurden.

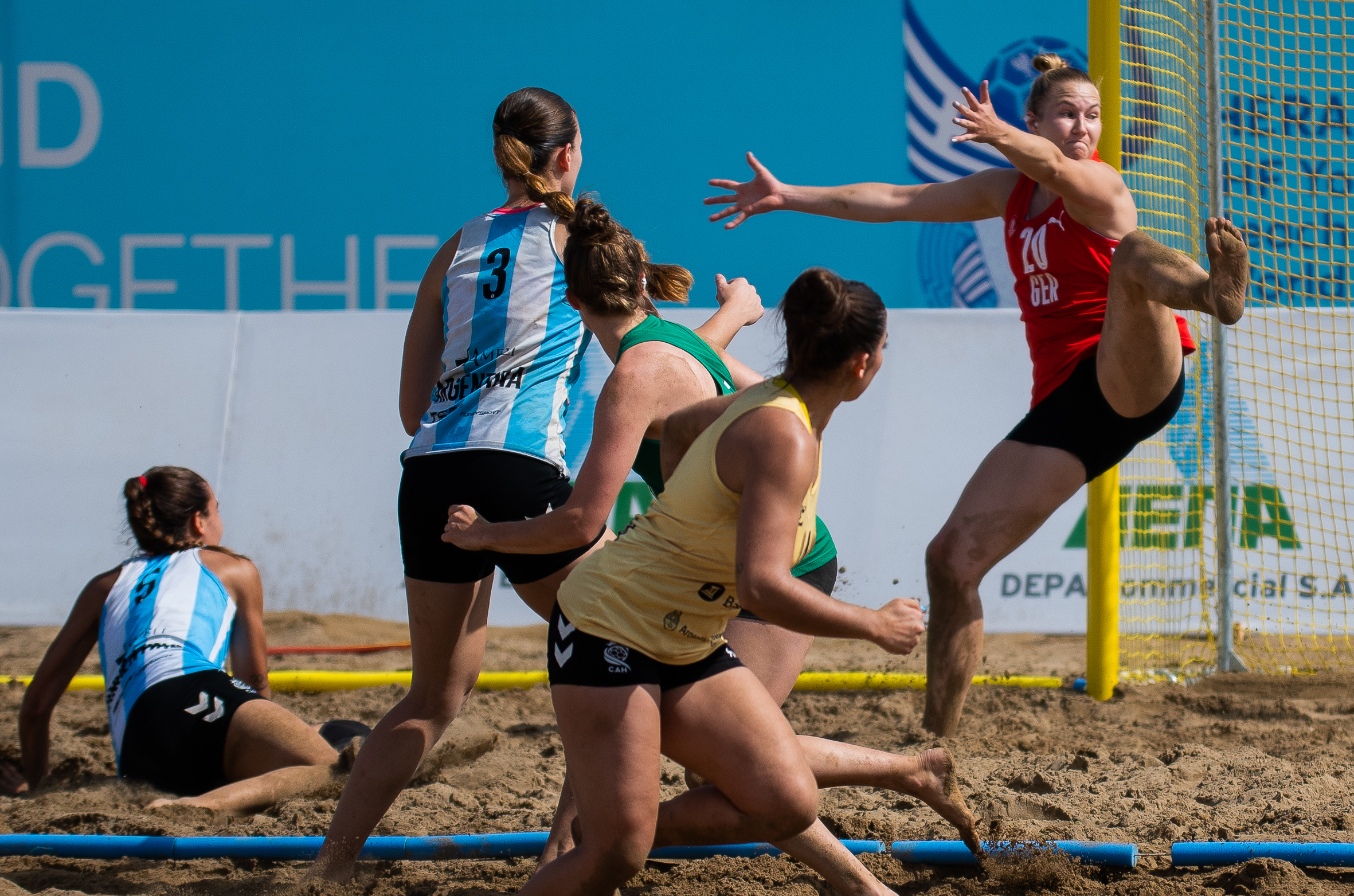
Argentinien im Hauptrundenspiel der WM 2022 gegen Deutschland. Von links: Fiorella Corimberto, Gisella Bonomi, Kirsten Walter, Lucila Balsas und Katharina Filter

Nach der Pandemie fanden in Brasilien 2022 die zweiten Süd- und Mittelamerikameisterschaften statt. Im Vorfeld wurde spekuliert, ob die Argentinierinnen es nun erstmals schaffen würden, ihre Angstgegner und Dauerrivalen nach dem Erfolg bei den Südamerikanischen Beach Games erstmals bei einer kontinentalen Meisterschaft zu schlagen. Obwohl die Mannschaft nur eine durchwachsene Vorrunde spielte und Brasilien dort unterlag, konnte sie dennoch nach einer Leistungssteigerung im Turnierverlauf das Finale gegen Brasilien erreicht. Dort gelang ein Sieg im Shootout und der zweite Titelgewinn in der Geschichte der A-Mannschaft. Anders als der Erfolg bei den Südamerikanischen Beach Games war dieser Erfolg nicht nur nicht vor heimischem Publikum erzielt worden, sondern in der Heimat der großen Rivalinnen. Umso enttäuschender verliefen die Weltmeisterschaften 2022 auf Kreta, bei denen die Argentinierinnen als Mitfavoriten antraten und einen eher enttäuschenden siebten Rang belegten. Damit waren sie zwar zweitbeste nichteuropäische Mannschaft des Turniers und stellten ihre beste Platzierung bei nun mehr teilnehmenden Mannschaften ein, platzierten sich aber wieder einen Rang hinter den Erzrivalinnen aus Brasilien. Keine drei Wochen später trat eine nur wenig veränderte Mannschaft in Birmingham als Vertreter Süd- und Mittelamerikas bei den World Games an. Hier konnte die Mannschaft den Weltmeistern aus Deutschland den ersten Satz in einem Turnier seit dem Halbfinale der Europameisterschaften 2021 abnehmen, war am Ende aber im Turnierverlauf den Deutschen nicht gewachsen und unterlag auch zweimal Norwegen. Am Ende gewann Argentinien die Bronzemedaille und erreichte damit erneut einen großen internationalen Erfolg.
2023 folgte Brunati Comparone nach dessen Rücktritt nach 15 Jahren in der Funktion als Nationaltrainerin nach, ihre Assistentin wurde die Altinternationale und langjährige Spielführerin der Nationalmannschaft, Celeste Meccia, die selbst erst im Jahr zuvor als Aktive Spielerin aus der Nationalmannschaft zurückgetreten war. Schon bei ihrem ersten Turnier, einem Vier-Nationen-Turnier südamerikanischer Mannschaften, gewann das neue Trainerduo einen Titel mit der Mannschaft. Beim ersten vom Weltverband organisierten Turnier Brunatis, der südamerikanischen Station der Global Tour 2023 in Brasilien erreichte die Mannschaft das Finale, unterlag dieses Mal aber den Dauerrivalinnen aus dem Nachbarland.
Auf Turniere bereitet sich die Mannschaft im Allgemeinen im CeNARD vor.

## Teilnahmen
| World Games - 2001: keine Teilnahme - 2005: keine Teilnahme - 2009: nicht qualifiziert - 2013: nicht qualifiziert - 2017: 2. - 2022: 3. World Beach Games - 2019: 6. - 2023: abgesagt | Weltmeisterschaften - 2001: abgesagt - 2004: keine Teilnahme - 2006: keine Teilnahme - 2008: nicht qualifiziert - 2010: nicht qualifiziert - 2012: nicht qualifiziert - 2014: 11. - 2016: 7. - 2018: nicht qualifiziert - 2020: qualifiziert, abgesagt - 2022: 7. | Südamerikanische Beach Games - 2009: 3. - 2011: 2. - 2014: 2. - 2019: 1. - 2023: 2. | Pan-Amerikanische Meisterschaften - 2004: 3. - 2008: 4. - 2012: 3. - 2014: 3. - 2016: 2. - 2018: 5. Süd- und Mittelamerikanische Meisterschaften - 2019: 2. - 2022: 1. | Global Tour - 2022: nicht eingeladen - 2023: 2. Andencup - 2015: 1. (Team A) - 2015: 3. (Team B) |

- PAM 2004: Cintia Albertini • Maricel Bueno • Lucía Fernández • Bibiana Ferrea • Marianella Larroca • Natacha Melillo • Natalia Nicolich • Silvina Schlesinger

- Turnier in Rawson 2008: Rocío Barros • Ivana Bellucio • Ayelen Coconni • Melina Cozzi • Ivana Eliges • Mariana Esnaola • Paula Fernández • Florencia Ibarra • Florencia Iglesias • Celeste Meccia • Valeria Miranda (TW) • Fernanda Roveta[10]

- PAM 2008: Ivana Bellucio • Melina Cozzi • Ivana Eliges • Mariana Esnaola • Florencia Ibarra • Florencia Iglesias • Marina Imbrogno • Celeste Meccia • Stefania Rodríguez • Fernanda Roveta[11]

- Aufgebot für 2009:Daniela Aguzzi • Laura Arancio • Ivana Bellucio • Rocío Cabañas • Daniela Ciucarelli • Melina Cozzi • Mariana Cuervo • Ornella De Rosa • Romina Dreisch • Ivana Eliges • Mariana Esnaola • Florencia Ibarra • Marina Imbrogno • Celeste Meccia • Valeria Miranda (TW) • Fernanda Roveta • Karina Seif[12]

- - SABG 2009: Daniela Aguzzi • Daniela Ciucarelli • Melina Cozzi • Romina Dreisch • Ivana Eliges • Florencia Ibarra • Marina Imbrogno • Celeste Meccia • Valeria Miranda (TW) • Rocío Ocanto • Fernanda Roveta[13]

- SABG 2011: Daniela Ciucarelli • Melina Cozzi • Ornella De Rosa • Romina Dreisch • Ivana Eliges • Florencia Ibarra • Marina Imbrogno • Virginia Maydana • Valeria Miranda (TW)[14]

- PAM 2012: Romina Dreisch • Ivana Eliges • Florencia Ibarra • Marina Imbrogno • Virginia Maydana • Celeste Meccia • Valeria Miranda (TW) • Jésica Presas • Fernanda Roveta • Natalia Trabadelo[15]

- Turnier Uruguay 2013: Daniela Aguzzi • Samanta Brizuela • Daniela Ciucarelli • Ivana Eliges • Florencia Ibarra • Marina Imbrogno • Jésica Presas • Carolina Rossi • Fernanda Roveta • Daniela Vilar (TW)[16]

- PAM 2014: Daniela Aguzzi • Romina Dreisch • Ivana Eliges • Florencia Ibarra • Marina Imbrogno • Celeste Meccia • Jésica Presas • Carolina Rossi • Fernanda Roveta • Daniela Vilar (TW)[17]

- SABG 2014: Daniela Aguzzi • Ivana Eliges • Florencia Ibarra • Marina Imbrogno • Celeste Meccia • Valeria Miranda (TW) • Agustina Mirotta • Jésica Presas • Carolina Rossi • Fernanda Roveta[18]

- WM 2014: Daniela Aguzzi • Romina Dreisch • Ivana Eliges • Florencia Ibarra • Marina Imbrogno • Celeste Meccia • Jésica Presas • Carolina Rossi • Fernanda Roveta • Daniela Vilar (TW)[19]

- Anden-Cup 2015 (A- und B-Mannschaft): Daniela Aguzzi • Ayelén Ávila (TW) • Rocío Barros • Mariana Bet • Noelia Bordato • Samanta Brizuela • Rayén Cárdenas • Ivana Eliges • Gabriela Fondo • Antonela Fusca • Florencia Ibarra • Marina Imbrogno • Clara Lage • Araceli Martínez • Celeste Meccia • Agustina Mirotta • Ana Mostoni • Sofía Muñoz (TW) • Macarena Piccinini • Carolina Rossi • Luciana Scordamaglia • Rosario Siciliani • Mara Soule • Yamila Uichaques (TW)[20] • im ursprünglichen Kader zunächst zudem: Lucia Gasparini • Jésica Presas[21]

- Turnier in Uruguay: Daniela Aguzzi • Rocío Barros • Samanta Brizuela • Ivana Eliges • Florencia Ibarra • Araceli Martínez • Celeste Meccia • Agustina Mirotta • Luciana Scordamaglia • Yamila Uichaques (TW)[22]

- Vorbereitungsspiele im Rahmen des Circuito Patagónico: Mariana Bet • Noelia Bordato • Samanta Brizuela • Rayén Cárdenas • Ivana Eliges • Gabriela Fondo • Florencia Ibarra • Araceli Martínez • Celeste Meccia • Ana Mostoni • Sofía Muñoz (TW) • Macarena Piccinini • Luciana Scordamaglia • Mara Soule Canau • Yamila Uichaques (TW)[23]

- PAM 2016: Daniela Aguzzi • Rocío Barros • Ivana Eliges • Florencia Ibarra • Marcia Karina Iturrioz • Celeste Meccia • Agustina Mirotta • Carolina Rossi • Luciana Scordamaglia • Yamila Uichaques (TW)[24] • im erweiterten Kader: Macarena Piccinini[25]

- WM 2016: Daniela Aguzzi • Rocío Barros • Ivana Eliges • Florencia Ibarra • Agustina Mamet • Celeste Meccia • Macarena Piccinini • Carolina Rossi • Luciana Scordamaglia • Yamila Uichaques (TW)

- WG 2017: Daniela Aguzzi • Rocío Barros • Florencia Bericio (TW) • Rayén Cárdenas • Ivana Eliges • Florencia Ibarra • Celeste Meccia • Agustina Mirotta • Carolina Rossi • Luciana Scordamaglia

- PAM 2018: Daniela Aguzzi • Rocío Barros • Florencia Bericio (TW) • Gisella Bonomi • Ivana Eliges • Florencia Ibarra • Celeste Meccia • Agustina Mirotta • Carolina Rossi • Luciana Scordamaglia • Ersatz: Samanta Brizuela • Sofía Muñoz (TW) • Carolina Ponce • Gisela Thurmann • Zoe Turnes[26][27]

- SABG 2019: Caterina Benedetti • Florencia Bericio (TW) • Gisella Bonomi • Fiorella Corimberto • Ivana Eliges • Agustina Mamet • Celeste Meccia • Agustina Mirotta • Carolina Ponce • Zoe Turnes[28]

- SMAM 2019: Lucila Balsas • Caterina Benedetti • Florencia Bericio (TW) • Gisella Bonomi • Fiorella Corimberto • Ivana Eliges • Celeste Meccia • Agustina Mirotta • Gisela Thurmann • Zoe Turnes[29]

- WBG 2019: Lucila Balsas • Florencia Bericio (TW) • Gisella Bonomi • Fiorella Corimberto • Ivana Eliges • Agustina Mamet • Celeste Meccia • Agustina Mirotta • Luciana Scordamaglia • Gisela Thurmann • Zoe Turnes

- SMAM 2022: Lucila Balsas • Florencia Bericio (TW) • Gisella Bonomi • Fiorella Corimberto • Ivana Eliges • Ana Lewis • Celeste Meccia • Agustina Mirotta • Luciana Scordamaglia • Gisela Thurmann

- WM 2022: Lucila Balsas • Florencia Bericio (TW) • Gisella Bonomi • Fiorella Corimberto • Giuliana Gamba • Celeste Meccia • Agustina Mirotta • Carolina Ponce • Luciana Scordamaglia • Gisela Thurmann[30]

- WG 2022: Florencia Bericio (TW) • Gisella Bonomi • Fiorella Corimberto • Micaela Corimberto • Ivana Eliges • Celeste Meccia • Agustina Mirotta • Carolina Ponce • Luciana Scordamaglia • Gisela Thurmann • im erweiterten gemeldeten Kader: Lucila Balsas • Sofía Dragonetti • Giuliana Gamba • Delfina Gratti • Ana Lewis • Agustina Mamet • Sofía Panzuto (TW) • Zoe Raiman • Mariana Raimondo[31]

- Brasilien 2022[32]: Magalí Alfredi • Agostina Arcajo • Lucila Balsas • Micaela Corimberto • Sofía Dragonetti • Ivana Eliges • Florencia Gallo • Giuliana Gamba • Agustina Mirotta • Constanza Suárez (TW)[33]

- Turnier in Mar del Plata 2023[34] A-Mannschaft: Belén Aizen • Lucila Balsas • Florencia Bericio (TW) • Gisella Bonomi • Micaela Corimberto • Giuliana Gamba • Agustina Mirotta • Alma Molina • Carolina Ponce • Gisela Thurmann • B-Mannschaft: Agostina Arcajo • Brisa Campot • Sofía Dragonetti • Florencia Gallo • Delfina Gratti • Ana Lewis • Araceli Martínez • Juana Medina • Sofía Panzuto (TW) • Constanza Suárez (TW) • Jazmín Villafañe[35]

- GT 2023: Belén Aizen • Lucila Balsas • Florencia Bericio (TW) • Gisella Bonomi • Micaela Corimberto • Giuliana Gamba • Agustina Mirotta • Alma Molina • Carolina Ponce • Gisela Thurmann[36]

- SABG 2023: Agostina Arcajo • Lucila Balsas • Florencia Bericio (TW) • Gisella Bonomi • Florencia Gallo • Giuliana Gamba • Alma Molina • Zoe Turnes[37]

## Trainer
| Cheftrainer/in - 2004: Daniel Zeballos - 2007–2022: Salvador Comparone - seit 2023: Leticia Brunati | Co-Trainer/in - 2011–2022: Leticia Brunati - 2012: Florencia Am - 2019: Sebastián Ferraro - seit 2023: Celeste Meccia - 2023 Alejandro Carotenuto (Global Tour) | Athletik-Trainer - 2008: Fernando Ratti - 2014: Leticia Brunati - 2012–2016: Gastón Noguera - seit 2017: Gustavo Andrés Sanzs |

## Aktueller Kader

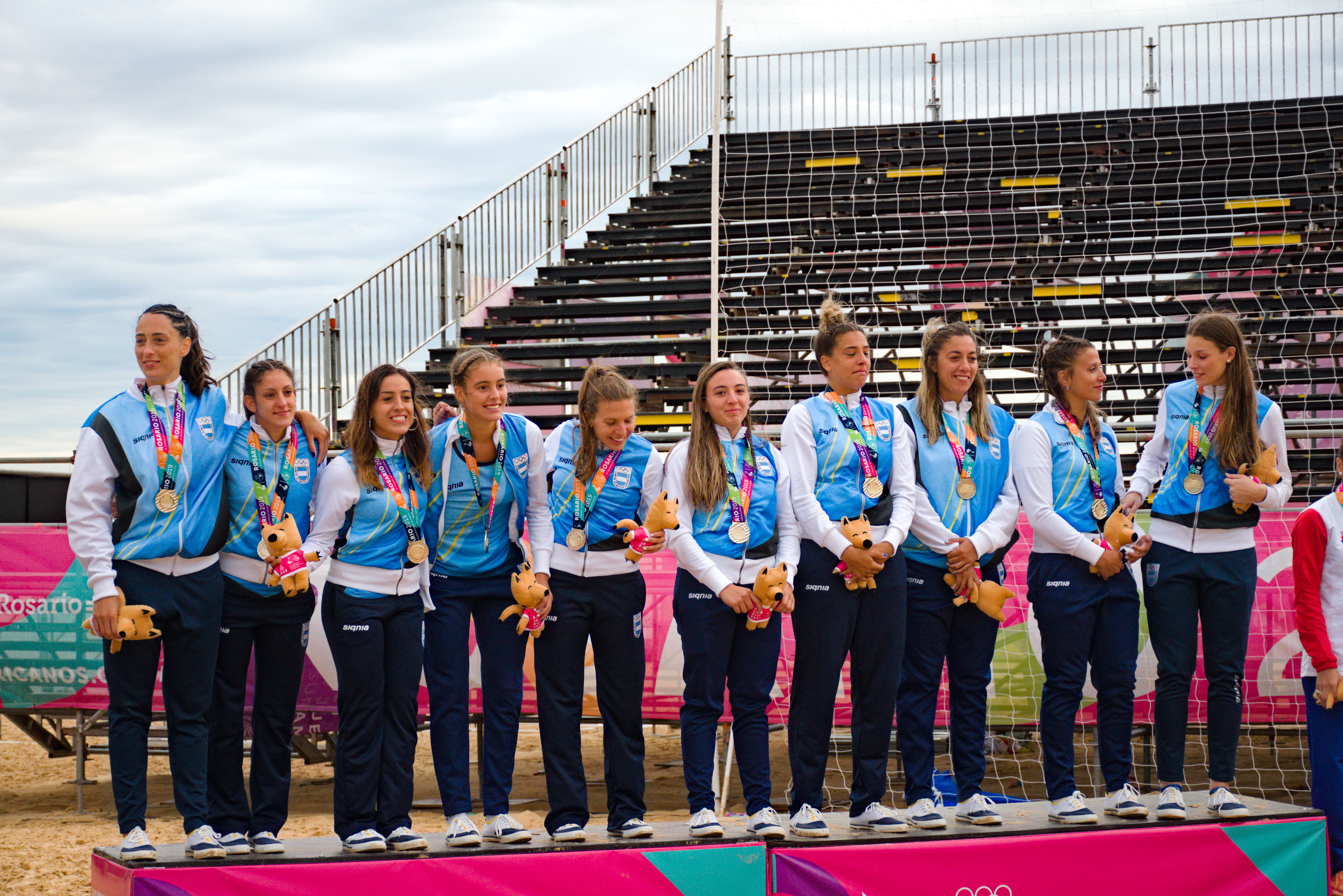
Die Argentinierinnen bei der Siegerehrung der Südamerikanischen Beach Games

Der aktuelle erweiterte Kader setzt sich aus dem erweiterten Kader für die IHF Global Tour im April 2023 zusammen (ohne Europa-Legionärinnen wie Agustina Mamet, Fiorella Corimberto und Caterina Benedetti):
Tor
1. Sofia Panzuto (VILo)
2. Florencia Bericio (Dickens)
3. Constanza Suarez (VILo)

Abwehr
1. Juana Medina (Libre)
2. Alma Molina (A.A.C.F. Quilmes)
3. Belén Aizen (S.A.G. Villa Ballester)
4. Micaela Corimberto (Mariano Acosta)
5. Araceli Martínez (Deportivo Goliat – Río Negro)
6. Delfina Gratti (Alta Barda – Neuquén)
7. Marina Sandoval (Libre)

Specialists
1. Lucila Balsas (VILo)
2. Carolina Ponce (Estudiantes L.P)
3. Jazmín Villafañe (Argentinos Juniors)
4. Constanza Maurer (UBA)
5. Brisa Campot (Estudiantes L.P)
6. Aylin Ursino (Libre)

Außen
1. Camila Agostina Arcajo (Deportivo Goliat – Río Negro)
2. Agustina Mirotta (Vélez Sarsfield)
3. María Florencia Gallo (Vélez Sarsfield)
4. Giuliana Gamba (Mariano Acosta)
5. Ana Lewis (Club Social y Deportivo Cumehue – Río Negro)
6. Lara del Valle (S.A.G. Lomas)
7. Yamila Anabel Peñiñere (Escuela Municipal de Handball Viedma – Río Negro)

Linie
1. Gisella Bonomi (Libre)
2. Sofía Dragonetti (Cideco)
3. Carla Linares (Deportivo Goliat – Río Negro)